# جولي موريل
جولي موريل (بالفرنسية: Julie Morel)‏ (و. 1982  م) هي لاعبة كرة قدم، من فرنسا، ولدت في سن جرمن آن له، تلعب كلاعبة وسط.

## روابط خارجية
- جولي موريل على موقع قاعدة بيانات كرة القدم.إي يو (الإنجليزية)
- جولي موريل على موقع Soccerway.com (الإنجليزية)